# Heidi Maria Walli
Heidi Maria Walli, (nació el 20 de marzo de 1962) es una pentatleta moderna finlandesa. Ha ganado dos medallas de plata en los Campeonatos Mundiales de Pentatlón Moderno en la categoría Masters 2012 y 2013 También tiene un dan en kárate y ha ganado dos veces los campeonatos juveniles finlandeses y escandinavos de 1976 y 1978.
Es fisioterapeuta especializada en tratamientos posteriores al cáncer y tiene un doctorado en Química Orgánica por la Universidad de Helsinki. Heidi Maria Walli ha tenido una larga carrera como directora deportiva. Ha sido miembro, durante mucho tiempo, de la junta directiva de la Federación Finlandesa de Esgrima y Pentatlón Moderno, miembro de la junta directiva de la Asociación Finlandesa de Caza, miembro de la junta directiva de Masters de la UIPM (Unión Internacional de Pentatlón Moderno) y, desde el año 2014, es la primera mujer en ser presidenta del Comité de Masters de la UIPM, y es presidenta de la Asociación de Pentatlón Moderno de Helsinki. Dirige una empresa familiar de servicios de atención médica y fabricante de productos orgánicos de higiene diaria. En el 2008, creó una unidad privada de cuidados paliativos y estableció nuevas directrices para el cuidado de enfermos terminales. Tiene tres hijos.